# Byron Scott
Byron Anton Scott (Ogden, Utah, 28 de marzo de 1961) es un exjugador y exentrenador de baloncesto estadounidense. Como universitario, jugó en las filas de Arizona State University.

## Trayectoria deportiva

### Universidad
Jugó durante tres temporadas con los Sun Devils de la Universidad Estatal de Arizona, en las que promedió 17,5 puntos, 4,0 rebotes y 3,1 asistencias por partido. En su última temporada fue incluido en el mejor quinteto de la Pacific Ten Conference.

### Profesional
Fue elegido en el draft de 1983 por los San Diego Clippers en cuarta posición. Fue traspasado al año siguiente a sus vecinos Los Angeles Lakers junto con Swen Nater a cambio del ya veterano Norm Nixon, y fue en este equipo donde alcanzó sus mayores éxitos como profesional, al coincidir en el Showtime con jugadores míticos de la talla de Magic Johnson o Kareem Abdul Jabbar, con los que ganó tres anillos de campeón de la NBA. Tras pasar por equipos como los Indiana Pacers, o los Vancouver Grizzlies, su última temporada en la NBA volvió a jugar en los Lakers, donde compartió minutos con Kobe Bryant o Shaquille O'Neal. Se retiró en el Panathinaikos de Grecia cuando contaba con 37 años de edad. Durante toda su carrera se distinguió como uno de los mejores tiradores de la NBA.

### Entrenador
Entrenó durante dos años a los New Jersey Nets, a los cuales llevó en las dos temporadas (2002 y 2003) a las Finales de la NBA. Desde la temporada 2003-04 ocupó el banquillo de los New Orleans/Oklahoma City Hornets.
Fue nombrado en la temporada 2007-08 Entrenador del Año de la NBA con 458 votos, 216 más que el segundo clasificado. Este mismo año había sido seleccionado para entrenar al equipo del Oeste en el NBA All-Star Game de Nueva Orleans.
El 12 de noviembre de 2009 fue cesado en su cargo como entrenador de New Orleans Hornets debido a los malos resultados obtenidos en el inicio de la temporada 2009-2010. El 2 de julio de 2010 fue contratado por Cleveland Cavaliers, equipo al que dirigió durante dos temporadas.
A finales de julio de 2014 y tras todo un verano de rumores se confirmó su fichaje por Los Angeles Lakers, para ser entrenador de la franquicia angelina las próximas cuatro temporadas por un total de diecisiete millones de dólares.
Tras finalizar su segunda temporada al mando de la nave angelina es destituido debido a sus pobres resultados. En su lugar el equipo angelino fichó a Luke Walton.

## Estadísticas de su carrera en la NBA

### Temporada regular
| Temporada | Edad | Equipo              | Liga | P    | TIT | MIN  | TC  | TCA  | %TC  | 3P  | 3PA | %3P  | TL  | TLA | %TL  | R.OF. | R.DEF. | REB | ASIS | ROB | TAP | PER | FP  | PTS  |
| 1983-84   | 22   | Los Angeles Lakers  | NBA  | 74   | 49  | 22.1 | 4.5 | 9.3  | .484 | 0.1 | 0.5 | .235 | 1.5 | 1.9 | .806 | 0.7   | 1.5    | 2.2 | 2.4  | 1.1 | 0.3 | 1.6 | 2.4 | 10.6 |
| 1984-85   | 23   | Los Angeles Lakers  | NBA  | 81   | 65  | 28.5 | 6.7 | 12.4 | .539 | 0.3 | 0.7 | .433 | 2.3 | 2.8 | .820 | 0.7   | 1.9    | 2.6 | 3.0  | 1.2 | 0.2 | 1.7 | 2.4 | 16.0 |
| 1985-86   | 24   | Los Angeles Lakers  | NBA  | 76   | 62  | 28.8 | 6.7 | 13.0 | .513 | 0.3 | 0.8 | .361 | 1.8 | 2.3 | .784 | 0.7   | 1.8    | 2.5 | 2.2  | 1.1 | 0.2 | 1.4 | 2.2 | 15.4 |
| 1986-87   | 25   | Los Angeles Lakers  | NBA  | 82   | 82  | 33.3 | 6.8 | 13.8 | .489 | 0.8 | 1.8 | .436 | 2.7 | 3.1 | .892 | 0.8   | 2.7    | 3.5 | 3.4  | 1.5 | 0.2 | 1.8 | 2.0 | 17.0 |
| 1987-88   | 26   | Los Angeles Lakers  | NBA  | 81   | 81  | 37.6 | 8.8 | 16.6 | .527 | 0.8 | 2.2 | .346 | 3.4 | 3.9 | .858 | 0.9   | 3.2    | 4.1 | 4.1  | 1.9 | 0.3 | 2.0 | 2.5 | 21.7 |
| 1988-89   | 27   | Los Angeles Lakers  | NBA  | 74   | 73  | 35.2 | 7.9 | 16.2 | .491 | 1.0 | 2.6 | .399 | 2.6 | 3.1 | .863 | 1.0   | 3.1    | 4.1 | 3.1  | 1.5 | 0.4 | 2.1 | 2.4 | 19.6 |
| 1989-90   | 28   | Los Angeles Lakers  | NBA  | 77   | 77  | 33.7 | 6.1 | 13.1 | .470 | 1.2 | 2.9 | .423 | 2.1 | 2.7 | .766 | 0.7   | 2.5    | 3.1 | 3.6  | 1.0 | 0.4 | 1.6 | 2.3 | 15.5 |
| 1990-91   | 29   | Los Angeles Lakers  | NBA  | 82   | 82  | 32.1 | 6.1 | 12.8 | .477 | 0.9 | 2.7 | .324 | 1.4 | 1.8 | .797 | 0.7   | 2.3    | 3.0 | 2.2  | 1.2 | 0.3 | 1.0 | 1.8 | 14.5 |
| 1991-92   | 30   | Los Angeles Lakers  | NBA  | 82   | 82  | 32.7 | 5.6 | 12.3 | .458 | 0.7 | 1.9 | .344 | 3.0 | 3.5 | .838 | 0.9   | 2.9    | 3.8 | 2.8  | 1.3 | 0.3 | 1.5 | 1.7 | 14.9 |
| 1992-93   | 31   | Los Angeles Lakers  | NBA  | 58   | 53  | 28.9 | 5.1 | 11.4 | .449 | 0.8 | 2.3 | .326 | 2.7 | 3.2 | .848 | 0.5   | 1.8    | 2.3 | 2.7  | 0.9 | 0.2 | 1.2 | 1.7 | 13.7 |
| 1993-94   | 32   | Indiana Pacers      | NBA  | 67   | 2   | 17.9 | 3.8 | 8.2  | .467 | 0.4 | 1.1 | .365 | 2.3 | 2.9 | .805 | 0.3   | 1.4    | 1.6 | 2.0  | 0.9 | 0.1 | 1.5 | 1.2 | 10.4 |
| 1994-95   | 33   | Indiana Pacers      | NBA  | 80   | 1   | 19.1 | 3.3 | 7.3  | .455 | 1.0 | 2.5 | .389 | 2.4 | 2.8 | .850 | 0.2   | 1.7    | 1.9 | 1.4  | 0.8 | 0.2 | 1.5 | 1.5 | 10.0 |
| 1995-96   | 34   | Vancouver Grizzlies | NBA  | 80   | 0   | 23.7 | 3.4 | 8.5  | .401 | 0.9 | 2.8 | .335 | 2.5 | 3.0 | .835 | 0.5   | 1.9    | 2.4 | 1.5  | 0.8 | 0.3 | 1.3 | 1.6 | 10.2 |
| 1996-97   | 35   | Los Angeles Lakers  | NBA  | 79   | 8   | 18.2 | 2.1 | 4.8  | .430 | 0.9 | 2.4 | .388 | 1.6 | 1.9 | .841 | 0.3   | 1.2    | 1.5 | 1.3  | 0.6 | 0.2 | 0.7 | 0.9 | 6.7  |
| Total     |      |                     | NBA  | 1073 | 717 | 28.1 | 5.5 | 11.4 | .482 | 0.7 | 2.0 | .370 | 2.3 | 2.8 | .833 | 0.6   | 2.2    | 2.8 | 2.5  | 1.1 | 0.3 | 1.5 | 1.9 | 14.1 |

### Playoffs
|  | Denota temporadas en las que ganó el Campeonato de la NBA |

| Temporada | Edad | Equipo             | Liga | P   | TIT | MIN  | TC  | TCA  | %TC  | 3P  | 3PA | %3P  | TL  | TLA | %TL  | R.OF. | R.DEF. | REB | ASIS | ROB | TAP | PER | FP  | PTS  |
| 1983-84   | 22   | Los Angeles Lakers | NBA  | 20  |     | 20.2 | 3.7 | 8.1  | .460 | 0.1 | 0.5 | .200 | 1.1 | 1.8 | .600 | 0.6   | 1.3    | 1.9 | 1.7  | 0.9 | 0.1 | 1.3 | 2.0 | 8.6  |
| 1984-85   | 23   | Los Angeles Lakers | NBA  | 19  |     | 30.8 | 7.3 | 14.1 | .517 | 0.5 | 1.1 | .476 | 1.8 | 2.3 | .795 | 0.8   | 1.9    | 2.7 | 2.6  | 2.2 | 0.2 | 1.3 | 2.5 | 16.9 |
| 1985-86   | 24   | Los Angeles Lakers | NBA  | 14  |     | 33.6 | 6.4 | 12.9 | .497 | 0.4 | 1.2 | .353 | 2.7 | 3.0 | .905 | 1.1   | 2.9    | 3.9 | 3.0  | 1.4 | 0.1 | 2.1 | 2.7 | 16.0 |
| 1986-87   | 25   | Los Angeles Lakers | NBA  | 18  |     | 33.8 | 5.7 | 11.7 | .490 | 0.4 | 1.9 | .206 | 2.9 | 3.7 | .791 | 1.1   | 2.3    | 3.4 | 3.2  | 1.1 | 0.2 | 1.4 | 2.9 | 14.8 |
| 1987-88   | 26   | Los Angeles Lakers | NBA  | 24  |     | 37.4 | 7.4 | 14.9 | .499 | 1.0 | 2.3 | .436 | 3.8 | 4.3 | .865 | 1.1   | 3.1    | 4.2 | 2.5  | 1.4 | 0.2 | 2.0 | 2.7 | 19.6 |
| 1988-89   | 27   | Los Angeles Lakers | NBA  | 11  |     | 36.5 | 7.2 | 14.5 | .494 | 1.4 | 3.5 | .385 | 4.2 | 5.0 | .836 | 0.9   | 3.2    | 4.1 | 2.3  | 1.6 | 0.2 | 1.8 | 2.8 | 19.9 |
| 1989-90   | 28   | Los Angeles Lakers | NBA  | 9   |     | 36.1 | 5.4 | 11.8 | .462 | 1.4 | 3.8 | .382 | 1.1 | 1.4 | .769 | 0.8   | 3.3    | 4.1 | 2.6  | 2.2 | 0.3 | 1.4 | 3.6 | 13.4 |
| 1990-91   | 29   | Los Angeles Lakers | NBA  | 18  |     | 37.7 | 5.3 | 10.3 | .511 | 1.1 | 2.1 | .526 | 1.5 | 1.9 | .794 | 0.7   | 2.4    | 3.2 | 1.6  | 1.3 | 0.2 | 0.9 | 2.9 | 13.2 |
| 1991-92   | 30   | Los Angeles Lakers | NBA  | 4   |     | 37.0 | 5.5 | 11.0 | .500 | 1.8 | 3.0 | .583 | 6.0 | 6.8 | .889 | 0.8   | 1.8    | 2.5 | 3.5  | 1.5 | 0.3 | 1.3 | 2.5 | 18.8 |
| 1992-93   | 31   | Los Angeles Lakers | NBA  | 5   |     | 35.4 | 4.2 | 8.4  | .500 | 1.6 | 3.0 | .533 | 3.6 | 4.6 | .783 | 0.0   | 2.2    | 2.2 | 1.8  | 1.0 | 0.0 | 0.8 | 2.2 | 13.6 |
| 1993-94   | 32   | Indiana Pacers     | NBA  | 16  |     | 14.9 | 2.4 | 6.0  | .396 | 0.6 | 1.2 | .474 | 2.5 | 3.2 | .784 | 0.6   | 1.4    | 2.1 | 1.3  | 0.8 | 0.1 | 1.6 | 1.4 | 7.8  |
| 1994-95   | 33   | Indiana Pacers     | NBA  | 17  |     | 17.5 | 1.9 | 5.5  | .340 | 0.5 | 2.0 | .265 | 1.8 | 2.0 | .882 | 0.3   | 1.2    | 1.5 | 0.9  | 0.6 | 0.1 | 1.3 | 1.8 | 6.1  |
| 1996-97   | 35   | Los Angeles Lakers | NBA  | 8   |     | 16.8 | 1.9 | 4.1  | .455 | 0.5 | 1.4 | .364 | 2.1 | 2.4 | .895 | 0.0   | 1.5    | 1.5 | 1.4  | 0.1 | 0.0 | 1.0 | 1.9 | 6.4  |
| Total     |      |                    | NBA  | 183 |     | 29.3 | 5.1 | 10.6 | .482 | 0.7 | 1.9 | .395 | 2.5 | 3.0 | .819 | 0.7   | 2.2    | 2.9 | 2.1  | 1.2 | 0.2 | 1.5 | 2.4 | 13.4 |

### Entrenador
| Equipo      | Año     | PJ   | G   | P   | G-P% | Resultado RS    | PO | PO G | PO P | PO G-P% | Resultado PO                |
| ----------- | ------- | ---- | --- | --- | ---- | --------------- | -- | ---- | ---- | ------- | --------------------------- |
| New Jersey  | 2000-01 | 82   | 26  | 56  | .317 | 6º en Atlantic  | —  | —    | —    | —       | No juega Playoffs           |
| New Jersey  | 2001-02 | 82   | 52  | 30  | .634 | 1º en Atlantic  | 20 | 11   | 9    | .550    | Pierde Final NBA            |
| New Jersey  | 2002-03 | 82   | 49  | 33  | .598 | 1º en Atlantic  | 20 | 14   | 6    | .700    | Pierde Final NBA            |
| New Jersey  | 2003-04 | 42   | 22  | 20  | .524 | (despedido)     | —  | —    | —    | —       | —                           |
| New Orleans | 2004-05 | 82   | 18  | 64  | .220 | 5º en Southwest | —  | —    | —    | —       | No juega Playoffs           |
| New Orleans | 2005-06 | 82   | 38  | 44  | .463 | 4º en Southwest | —  | —    | —    | —       | No juega Playoffs           |
| New Orleans | 2006-07 | 82   | 39  | 43  | .476 | 4º en Southwest | —  | —    | —    | —       | No juega Playoffs           |
| New Orleans | 2007-08 | 82   | 56  | 26  | .683 | 1º en Southwest | 12 | 7    | 5    | .583    | Pierde Semifinales de Conf. |
| New Orleans | 2008-09 | 82   | 49  | 33  | .598 | 4º en Southwest | 5  | 1    | 4    | .200    | Pierde Primera ronda        |
| New Orleans | 2009-10 | 9    | 3   | 6   | .333 | (despedido)     | —  | —    | —    | —       | —                           |
| Cleveland   | 2010-11 | 82   | 19  | 63  | .232 | 5º en Central   | —  | —    | —    | —       | No juega Playoffs           |
| Cleveland   | 2011-12 | 66   | 21  | 45  | .318 | 5º en Central   | —  | —    | —    | —       | No juega Playoffs           |
| Cleveland   | 2012-13 | 82   | 24  | 58  | .293 | 5º en Central   | —  | —    | —    | —       | No juega Playoffs           |
| L.A. Lakers | 2014-15 | 82   | 21  | 61  | .256 | 5º en Pacífico  | —  | —    | —    | —       | No juega Playoffs           |
| L.A. Lakers | 2015-16 | 82   | 17  | 65  | .207 | 5º en Pacífico  | —  | —    | —    | —       | No juega Playoffs           |
| Total       |         | 1101 | 454 | 647 | .412 |                 | 57 | 33   | 24   | .579    |                             |

## Logros personales
- 3 anillos de la NBA con Los Angeles Lakers, los años 1985, 1987 y 1988.
- Elegido, en 1984, en el quinteto ideal de rookies (novatos).
- Mejor porcentaje de tiros de 3 puntos en la temporada 1984-85, con un promedio del 43,3%.
- Mejor Entrenador del año en la temporada 2007-08 con los New Orleans Hornets.